# 明朝刑部尚書
明朝刑部尚書，是明朝六部中刑部的最高級長官，別稱“大司寇”，負責掌管全國的刑名、徒隸、勾覆、關禁等政令，為正二品。永樂遷都後，明朝設置南京六部，其實“南京刑部尚書”以及其他五尚書等職位，多為虛銜，多為參贊機務或養清望閒職之所，重要性已無關政體本身。

## 沿革
明朝洪武元年，朱元璋设置刑部。洪武六年，增设刑部尚书和刑部侍郎各一人，并在總部、比部、都官部、司門部这四个部门各设郎中、員外郎各二人，惟都官各一人，總部、比部主事各六人，都官、司門主事各四人，均隸屬中書省。洪武八年，因事務繁重，增設四科，科設尚書、侍郎、郎中各一人，員外郎二人，主事五人。洪武十三年（1380年），因胡惟庸案，明太祖朱元璋罷黜宰相与中書省，并仿照《周官》六卿之制，直屬六部，并各設尚書、侍郎各一名。洪武二十二年，改總部為憲部。洪武二十九年，改分四部為河南、北平、山東、山西、陝西、浙江、江西、湖廣、廣東、廣西、四川、福建十二部，浙江部兼領雲南。洪武二十九年，改為十二清吏司。永樂十八年，革北京司，增置雲南、貴州、交阯三司。宣德十年，革交阯司，遂定為十三清吏司。